# Carl Anton Werres
Carl Anton Werres (* 4. September 1785 in Köln; † 30. September 1836 ebenda) war ein deutscher Arzt, Augenarzt, Physikus und Sachbuchautor.

## Leben
Carl Anton Werres, Sohn eines Kölner Ratsherren, heiratete 1809. Er starb an einer Bauchwassersucht und hinterließ seine Ehefrau, acht Kinder und einen Enkel.

## Medizinische Laufbahn
Nach seinem Medizinstudium in Heidelberg und Straßburg und dort erfolgter Promotion am 15. April 1807 ließ er sich als praktizierender Arzt in Köln nieder. Als Armen- und Gefängnisarzt von 1810 bis 1819 bekannt geworden, wurde er zum Physikus des Landkreises Köln bestellt.
1821 verfasste er seine Streitschrift Erstes Schutzmittel und Specificum gegen die Contigagiöse Augenentzündung am Niederrhein, die an den Hochschullehrer und Augenarzt Philipp Franz von Walther (1772–1849) gerichtet war und sich unter anderem auf die augenmedizinischen Zustände in der Arbeitsanstalt in Brauweiler bezog.

## Veröffentlichungen
- Dissertatio Inauguralis Physiologica De Hepatitis Functionibis: Quam Pro Summis In Arte Medica Honoribus Legitime Consequendis Illustris Scholae Medicae Argentoratensis Examini Submitti Et Die 15. Aprilis ... Argentorati: Heitz 1807. Straßburg, Univ., Diss. 1807 (französisch)
- Erstes Schutzmittel und Specificum gegen die Contigagiöse Augenentzündung am Niederrhein; Streitschrift gegen alle Vertheidiger dieser Krankheit, zunächst gegen den Medicinalrath Hrn. Prof. von Walther, als Replik auf die Behauptung der Existenz derselben in der Brauweiler - Arbeitsanstalt. J. P. Bachem, Köln 1821, 333 S.[3]
- Der Landkreis Köln um 1825. Preußische Bestandsaufnahme des Landes und seiner Bevölkerung. Eingeleitet und bearbeitet von Sabine Graumann, Böhlau - Verlag, 2007, 428 S. ISBN 978-3-412-37505-8
- Rückblick auf die contagiöse Augenentzündung am Niederrhei. Cöln 1826
- Gesundheits-Regeln: mit Hinsicht auf die Ausübung der Heilkunst, und als Beytrag zur Staats-Arzneykunde. Köln : Bornheim 1828, gemeinsam mit Friedrich Hoffmann